# V wojna syryjska
Piąta wojna syryjska – konflikt między państwem Seleucydów pod wodzą Antiocha III Wielkiego a rządzonym przez dynastię Ptolomeuszy Egiptem, pod formalnym panowaniem małoletniego Ptolemeusza V Epifanesa.

## Przyczyny i przebieg wojny
Na wieść o śmierci Ptolemeusza IV Filopatora w 204 r. p.n.e., Antioch III Wielki i Filip V król Macedonii, doszli do porozumienia w sprawie podziału posiadłości egipskich, w myśl których Seleukida miał opanować Celesyrię, Fenicję i Palestynę, a Antygonida miał zająć posiadłości ptolomejskie w Azji Mniejszej, Tracji oraz wyspy na Morzu Egejskim. W historiografii, ten nieformalny układ między oboma monarchami zwany jest „zbójeckim traktatem” i dyskutowane są jego postanowienia z powodu rozbieżności w źródłach. Pewne jest, że Antioch zawarował sobie właśnie te tereny, o które Seleucydzi stoczyli już aż cztery wojny.
Aby wcielić w życie układ z Filipem V i dopilnować osobiście swoich spraw na miejscu Antioch III przerwał kampanię w Azji Mniejszej i wyruszył ze swoją armią na południe. W ten sposób rozpoczęła się tzw. V wojna syryjska. W tym czasie w Aleksandrii panował chaos i walka o władzę w imieniu 6-letniego Ptolemeusza V Epifanesa, co było przyczyną braku natychmiastowej reakcji ze strony egipskiej przeciwko poczynaniom Seleukidy w Syro-palestynie. Antioch tymczasem niemal bez oporu zajmował wszystkie terytoria począwszy od Syrii południowej, poprzez Fenicję i Palestynę. Jedynie w Gazie napotkał na znaczniejszy opór, jednak wkrótce go złamał. Cała kampania zajęła syryjskiemu królowi ok. dwóch lat – 202–201 p.n.e.
W końcu władze aleksandryjskie zareagowały na poczynania Antiocha wysyłając przeciw niemu najemnika z Etolii Skopasa, który cieszył się opinią bardzo dobrego i wytrawnego wodza. Istotnie, Skopas przystąpił do rewindykacji zajętych terytoriów i poczynił znaczne sukcesy w Palestynie, odzyskując szereg twierdz. Stało się jasne, że rozstrzygnięcie musi nastąpić podczas konfrontacji obu armii egipskiej i syryjskiej. Do spotkania wojsk doszło niedaleko źródeł Jordanu w 200 r. p.n.e., niedaleko miejscowości Panion, gdzie doszło do decydującej bitwy V wojny syryjskiej. Antioch III odniósł miażdżące zwycięstwo nad wojskami egipskimi, co utrwaliło jego panowanie na terenach Celesyrii, Fenicji i Palestyny, o które Seleucydzi walczyli z Lagidami niemal od wieku. Formalnym potwierdzeniem nabytków Antiocha był układ zawarty w 196/195 r. p.n.e. między Antiochem III a Ptolemeuszem V, w myśl którego Egipt zrezygnował ze zdobytych terytoriów przez Antiocha, a córka króla syryjskiego, Kleopatra, wyszła za króla egipskiego.